# Keiji
Keiji (jap. けいじ, ケイジ) – męskie imię japońskie.

## Możliwa pisownia
Keiji można zapisać używając wielu różnych znaków kanji i może znaczyć m.in.:
- 敬二, „pełen szacunku, drugi”[1]
- 啓司, „objawiać, przepis”
- 啓治, „objawiać, władza”
- 圭二, „kwadratowy klejnot, drugi”
- 圭司, „kwadratowy klejnot, przepis”
- 慶次, „rozradowanie, następny”

## Znane osoby
- Keiji Fujiwara (啓治), japoński seiyū
- Keiji Gotō (圭二), japoński reżyser anime
- Keiji Inafune (敬二), japoński producent gier komputerowych
- Keiji Kaimoto (慶治), były japoński piłkarz
- Keiji Kawamori (慶次), basista japońskiego zespołu The Black Mages
- Keiji Nakazawa (啓治), japoński mangaka
- Keiji Shibazaki (恵次), oficer marynarki japońskiej
- Keiji Suzuki (桂治), japoński judoka
- Keiji Tamada (圭司), japoński piłkarz grający na pozycji napastnika
- Keiji Ueshima (啓司), japoński antropolog
- Keiji Watanabe (圭二), japoński piłkarz
- Keiji Yoshimura (圭司), japoński piłkarz

## Postacie fikcyjne
- Keiji Akaashi (京治), postać z anime Haikyū!!
- Keiji Maeda (慶次), postać z anime Sengoku Basara